# BIXPO

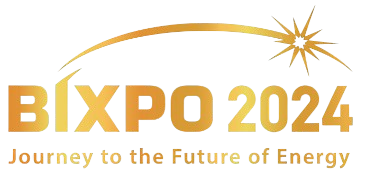

BIXPO는 한국전력공사가 주최하는 글로벌 종합 에너지 박람회다. 'Bitgaram International eXPOsition of Electric Power Technology'의 약어다.
BIXPO 2024는 2024년 11월 6일(수)부터 8일(금)까지 광주 김대중컨벤션센터에서 개최할 예정이다. 주요 프로그램은 '신기술전시회', '국제발명특허대전', '국제컨퍼런스'로 구성되어 있다.
매년 10~11월 경 개최되며, BIXPO 2024는 2024년 11월 6일(수)부터 8일(금)까지 광주 김대중컨벤션센터에서 개최할 예정이다.